# Pedro María Ureña
Pedro María Ureña is een gemeente in de Venezolaanse staat Táchira. De gemeente telt 51.900 inwoners. De hoofdplaats is Ureña.